# Un'altra città, un altro amore
Un'altra città, un altro amore è un film del 1997 con protagonista Victoria Principal.

## Trama
Maggie (Victoria Principal) è moglie e madre di due gemelli. Il marito non l'ama più e così la lascia per una donna più giovane. Un brutto colpo per lei che decide di cambiare vita iniziando dalla città.
Torna infatti nella sua cittadina d'origine, dove comincia a fare l'arredatrice d'interni. Un giorno mentre lavora incontra Jack (Adrian Pasdar), un architetto divorziato e molto più giovane di lei, e si innamora di lui. Torna il sereno nella sua triste vita, anche se per poco tempo. Infatti Jack decide di rimettersi con l'ex moglie, quando viene a scopripre che quest'ultima è ammalata, ma non sa però che Maggie è incinta.